# Åsa Lindström
Åsa Maria Lindström Magonza, född 7 juli 1956, är en svensk keramiker.
Åsa Lindström utbildade sig i keramik på Konstfack i Stockholm mellan 1984 och 1990. Därefter arbetade hon i tio år på Rörstrands porslinsfabrik. Hon har varit medlem i konsthantverkskooperativet Blås & Knåda i Stockholm i 25 år (2017). Hon har en verkstad i Gustavsberg och en i Hablingbo på Gotland, där hon, tillsammans med sin man, driver Hablingbo Crêperie.
Hon är gift med restauratören Santo Magonza.
Åsa Lindströms konstverk Vardagens sal finns på bergpelare på den västra plattformen på pendeltågsstationen Stockholm City. Det består av klinker med inbrända bildmotiv.
Hon är representerad på Nationalmuseum i Stockholm. 

## Offentliga verk i urval
- Karolinska sjukhuset i Solna kommun
- 1994 Keramiskt beklädda väggar i trapp- och hisshall på Tunnelbanestation Ängbyplan
- 2017 Vardagens sal, klinker, pendeltågsstationen Stockholm City